# Matijiwka
Matijiwka (ukr. Матіївка) – wieś na Ukrainie, w obwodzie czernihowskim, w rejonie niżyńskim, w hromadzie Baturyn. W 2001 liczyła 370 mieszkańców.